# Pasquino da Montepulciano
Pasquino da Montepulciano (Montepulciano, v. 1425 - 1485) est  un sculpteur et un fondeur de bronze italien du XVe siècle.

## Biographie
Comme spécialiste du bronze d'art, Pasquino da Montepulciano est aussi connu sous le nom de  Pasquino di Matteo di Montepulciano, inscrit  comme tel sur les registres de  l'Arte dei Maestri di Pietra e Legname de Florence en 1435.
Il fut l'élève du Filarete qu'il assista pour la  Porta del Filarete de la basilique Saint-Pierre de Rome (1445).
Il assista et collabora aux travaux de nombreux artistes de son temps comme Maso di Bartolomeo.

## Œuvres
- Fonts baptismaux du Duomo d'Empoli.
- Portail du Duomo di Urbino (en 1447 avec Maso di Bartolomeo).
- Chandelier de bronze de la  chapelle du Sacro Cingolo du Duomo de Prato (1460-1468).
- Monument funéraire du pape Pie II (attribué par Giorgio Vasari dans  son ouvrage Le Vite).

## Source de la traduction
- (it) Cet article est partiellement ou en totalité issu de l’article de Wikipédia en italien intitulé « Pasquino da Montepulciano » (voir la liste des auteurs).